# حارة الاسلاف (صنعاء)
حارة الاسلاف هي إحدى حارات حي دار الحيد بمديرية ضواحي الأمانة سنحان وبني بهلول إحدى مديريات العاصمة اليمنية صنعاء، بلغ تعداد سكانها 237 نسمة حسب تعداد اليمن لعام 2004.